# Aranyosmeggyes vára
Aranyosmeggyes vára a 13. században épült, és ez idő tájt Erdély történelmének egyik fontos gócpontja volt.

## Története
1271-ben említik először az oklevelek villa Megyes néven, mikor V. István király a meggyesi hospeseknek kiváltságokat adományozott.
1278-ban a Kaplon nemzetségbeli Jákó fia András birtoka volt.
Jákó fia András egy alkalommal IV. László királyt megtámadta; nagy felindultságában fejére sújtva buzogányát. E tettéért a király Meggyes várának urát minden birtokától megfosztotta és a meggyesi uradalmat - a fennmaradt adománylevél szerint - Miklós erdélyi vajdának, Móricz mester fiának adományozta. Ezek a Móriczfiak lettek a vár későbbi urai.
A család legnevezetesebb tagja Meggyesi Simon volt, Dalmácia bánja, róla nevezték el később fiait unokáit. Meggyesi Simon és János 1429-től volt birtokosa a várnak, és a mellette fekvő településnek.
1442-től pedig Móriczhidai Móricz birtoka volt.
1493-ban, a Móriczhidaiak kihalása után a Báthori-család tagjai, Báthory András és Báthory István a várat erőszakkal elfoglalták, s emiatt 1520-ig állandó pereskedés folyt. Mivel a Báthoryak a várat nem lakták, az lassan romlásnak indult.
1626-ig volt a vár a Báthori-család birtokában, ekkor Báthory András fiú utód nélküli halála után a vár és a birtok 1630-ban Lónyay Zsigmondra szállt, kinek anyja Báthory-leány (somlyói Báthory Kata) volt.
A meggyesi vár megújításához ő kezdett hozzá: sánccal, bástyákkal, felvonóhidakkal erősítette meg a várat, és az általa reneszánsz stílusba átépített várkastély egyben legfontosabb lakóhelyéül is vált.
1643-ban, Lónyay Zsigmond halála után leánya Kemény János fejedelem neje, Lónyay Anna örökölte a várkastélyt.
1669-ben azonban a környékbeli nemes urak – Lónyay Anna biztatására – a vidéket portyázásaikkal állandó rettegésben tartó Szatmári vár német zsoldos őrségét a közeli Gombás erdőben megtámadták, s nagy részüket levágták. Emiatt Lónyay Anna ellen hűtlenségi per indult, birtokait elkobozták, a meggyesi várat lerombolták, bástyáit 1670-ben a levegőbe repítették, maradék részei pedig 1707-ben leégtek.
A várhoz tartozó birtok Lónyay Anna halála után a kamaráé lett, és a Szatmári vár tartozékaihoz csatolták.
1732-ben a várhoz tartozó birtokot báró Wesselényi Ferenc örökölte, aki a zálogbirtokot ki is váltotta, s a vár helyére várkastélyt építtetett.
A vár 20. század elejei alakját a 17. század és a 18. század folyamán nyerte el, kapu és ablakkeretezései és egyéb, főleg belső részei a régi vár köveinek felhasználásával készültek. E részletek „sajátos naiv arányaikkal, provinciális formaképzésükkel - némileg északi hatást is eláruló felfogásukkal - az erdélyi reneszánsz legjellegzetesebb emlékei közé tartoznak”.
A Wesselényi családtól gróf Bethlen Zsuzsanna és gróf Teleki Sámuel örökölték. Az ő leszármazottaié volt a 20. század elejéig.
A 20. század elején Mária román királyné birtoka lett. A második világháborúban a visszavonuló német csapatok lőszerraktárnak használták, ez felrobbant, ma is tető nélkül, romosan áll. A vár romja a romániai műemlékek jegyzékében SM-II-a-A-05332 azonosítóval, országos jelentőségűként szerepel.